# Ladislav Novák (Radsportler)
Ladislav Novák (* 29. Juni 1954) ist ein ehemaliger tschechoslowakischer Radrennfahrer.

## Sportliche Laufbahn
Novák war im Straßenradsport aktiv. Er startete für den Verein „ZD Bohumín“. 1976 gewann er eine Etappe in der Slowakei-Rundfahrt, 1978 in der Niedersachsen-Rundfahrt. 1983 war er im Eintagesrennen Košice–Tatry–Košice erfolgreich. In internationalen Etappenrennen wurde er in der Tour de Bohemia 1977 4., 1978 6., im Rennen Région Pays de la Loire Tour 1980 8., in der Slowakei-Rundfahrt 1981 7.
In der Lidice-Rundfahrt wurde Novák 1979 Zweiter hinter Michal Klasa sowie 1983 und 1984 Dritter der Gesamtwertung. 
Die Internationale Friedensfahrt bestritt Novák dreimal. 1978 wurde er 21., 1979 12. und 1980 13. In der Tour de l’Avenir 1980 wurde er 44. 1981 beendete er die Rundfahrt nicht.
Bei den Straßenradsport-Weltmeisterschaften 1978 wurde Novák 58. im Rennen der Amateure, 1979 42. und 1981 23.